# Cat (Unix)
Cat je program, ki združi več datotek in vsebino prikaže na ekran. Deluje na linux operacijskem sistemu.